# Аргунська ущелина
Аргунська ущелина — одна з найдовших ущелин Кавказу, розміщується в Чечні. Пам'ятка природи та культури регіону, входить до складу Аргунського музею-заповідника.

## Географія
Утворюється проривом річки Аргун через північний схил Головного Кавказького гірського хребта. Простягається від Хевсуреті до Чорних Гір і виходить на Чеченську рівнину. Довжина ущелини — близько 120 км. Висота гір — до 4 700 метрів.

## Історія
Через Аргунську та Дар'яльську ущелини здавна проходив шлях із Європи до Азії, з Росії до Закавказзя та Передньої Азії: до кінця XVIII століття по цьому шляху просувалися до Грузії російські посольські та торговельні місії. Через ущелину намагалися вдертися до Південного Кавказу орди кочівників та арабське військо у IX—X століттях.
Відігравала важливу роль в історії кавказьких війн. Ущелина була неприступною аж до 16 січня 1848 року, коли російське військо, під командою генерала Євдокимова, заволодівши значними територіями Чечні, захопило частину ущелини. На остаточне підкорення пішло ще з рік часу, після чого російська влада міцно там закріпилася. Заволодіння ущелиною заклало підмурівок до захоплення резиденції Шаміля — Ведено.
Ущелина стала місцем бойових зіткнень, під час Другої російсько-чеченської війни. В березні 2000 року сили чеченської оборони, під керівництвом Руслана Гелаєва, що були заблоковані в ущелині, відбили село Комсомольське. Лише ціною значних втрат серед російських військових вдалося повернути контроль над селом. Ці події відображені у фільмі Віталія Лукіна «Прорив» (2006).